# Полтавец, Сергей Евгеньевич
Сергей Евгеньевич Полтавец (11 апреля 1981, Калининград, СССР) — российский футболист, нападающий.

## Биография
Воспитанник калининградского футбола. В 2001 году попал в состав «Балтики», но за неё форвард не сыграл ни разу. Затем несколько лет Полтавец выступал за ряд клубов Второго дивизиона: ФК «Балаково», «Автомобилист» Ногинск, «Псков-2000» и «Балтика-Тарко». В 2009 году возобновил профессиональную карьеру в Армении, где провел три матча за клуб Премьер-лиги «Арарат» Ереван. Затем играл в командах первенства Калининградской области.
После завершения карьеры стал работать в Калининградском государственном техническом университете.